# Haae-a-Mahi
Haae-a-Mahi bio je havajski princ.
Bio je sin kraljice Havaja Kalanikauleleiaivi i njenog muža Kauaue te nećak kralja Keaveikekahialiiokamokua, koji je oženio majku Haaea.
Haae je bio brat kralja Alapaija Velikog i polubrat kraljice Kekuiapoive I te ujak kralja Kahekilija II.
Oženio je svoju polusestru, princezu visokog ranga, Kekelaokalani I. Ona, kćerka Keaveikekahialiiokamokua i Haaeove majke, bila je smatrana poluboginjom. Haae i njegova polusestra bili su roditelji plemkinje Kekuiapoive II, koja je bila majka Kamehamehe I.